# Clepsimelea phryganeoides
Clepsimelea phryganeoides är en fjärilsart som beskrevs av W. Warren 1897. Clepsimelea phryganeoides ingår i släktet Clepsimelea och familjen mätare. Inga underarter finns listade i Catalogue of Life.